# チャクヴィ
チャクヴィ（グルジア語: ჩაქვი、グルジア語ラテン翻字: Chakvi、グルジア語発音: [tʃʰɑkʰvi]）は、ジョージアのアジャリア自治共和国にある集落（ダバ）。黒海沿岸のリゾートタウンであり、コブレティ地区に位置する。

## 歴史
チャクヴィへの人類の居住は、早ければ石器時代からであると考えられており、青銅器時代の宝物が発見されている。
チャクヴィはジョージア南部における中心地の一つである。1885年に技術大佐アレクサンドル・ソロフツォフがチャクヴィに移り、1.5ヘクタールの茶畑を開墾した。1890年代に、ロシアの起業家ポポフはチャクヴィ、カプレシュミ、サリバウリに14ヘクタールを造営し、中国茶の品種を栽培した。彼は1899年にイングランド製の機械を備えた工場を建設した。

## 経済
チャクヴィはジョージアにおける茶の生産の発祥地として知られている。チャクヴィはソビエト連邦向けに茶を生産していた主要産地の一つである。チャクヴィの丘陵地帯には茶の原生地域があり、希少な茶の生産が続けられている。
2007年7月、アメリカ陸軍工兵司令部欧州師団の監督により、総工費約60万ドルのレーダー基地が建設された。この施設は商業港と軍事港の両方に有益なものである。